# Moderner Zeitschriften Vertrieb
MZV Moderner Zeitschriften Vertrieb GmbH & Co. KG ist ein deutscher Nationalvertrieb für Zeitschriften. Der Firmensitz befindet sich in Unterschleißheim.

## Geschichte
1979 wurde die MZV GmbH durch Michael Imhoff in Eching gegründet. 1980 hatte das Unternehmen sieben Mitarbeiter, zehn im Vertrieb betreute Zeitschriftentitel (u. a. Stereo, Fono Forum, Penthouse dt., Off Road) und ca. 10 Mio. DM Umsatz. Im Jahr 1986 wurde die GmbH in eine GmbH & Co. KG umgewandelt. Die Funke Mediengruppe (damals WAZ-Gruppe) hielt 2/3 und Michael Imhoff als geschäftsführender Gesellschafter 1/3 der Anteile.
1987 wurde der Vertrieb der Welt am Sonnabend übernommen und eine verlagsunabhängige Außendienst-Struktur aufgebaut. Weiterhin wurde Michael Imhoff zum Vorstandsmitglied des Verbandes Deutscher Zeitschriften Verleger benannt. 1988 erfolgte die Gründung der MZV Export / Import GmbH & Co. KG. In den Wendejahren ab 1989 beteiligte sich die MZV GmbH & Co. KG an der Erschließung des Zeitschriftenmarktes in den neuen Bundesländern. Mit PDC Premium Distribution Concept wurde 2006 ein der Modernisierung des Unternehmens dienendes Konzept entwickelt. 2007 erfolgte eine Mehrheitsbeteiligung an der PARTNER Medienservices GmbH und 2010 die Übernahme der Burda-Objektpalette inklusive der Aufnahme des Gesellschafters Burda.

## Daten und Fakten

Daten und Fakten

Das Unternehmen vertreibt über 500 Objekte. Etwa 110 Verlage zählen zu den Kunden des Unternehmens, das nach eigenen Angaben 2009 einen Marktanteil von 18,5 % als Presselieferant hatte und im Marktsegment Bahnhof für Special Interest Titel 18,8 % Marktanteile hält.

## Geschäftsfelder

Geschäftsfelder MZV

Es wird sowohl der Einzelverkauf über Großhandel, Bahnhofsbuchhandel, Export und Online durchgeführt als auch der Verkauf über Fachhandel, Lesezirkel und Fluglinien (Bordexemplare). Über das Schwesterunternehmen MZVdirekt erfolgt der Abovertrieb.

## Kunden und Objekte
| Zu den Kunden des Unternehmens zählen unter anderem die Verlage: - Blue Ocean Entertainment AG - Condé Nast Verlag GmbH - Deutsche Rätsel Verlags GmbH & Co. KG - Gong Verlag GmbH & Co. KG - Hubert Burda Media - IDG Communication Media AG - Spotlight Verlag GmbH - WAZ Woman Group - WEKA Media Publishing GmbH | Zu den vertriebenen Titeln gehören unter anderem: - Echo der Frau - Focus - Gong - PC Magazin - PC Welt - Prinzessin Lillifee - Vogue - Öko Test |

Das Unternehmen vertreibt zudem auch Non-Press-Produkte, die über den Zeitschriftenhandel zu beziehen sind.